# Augusto De Luca

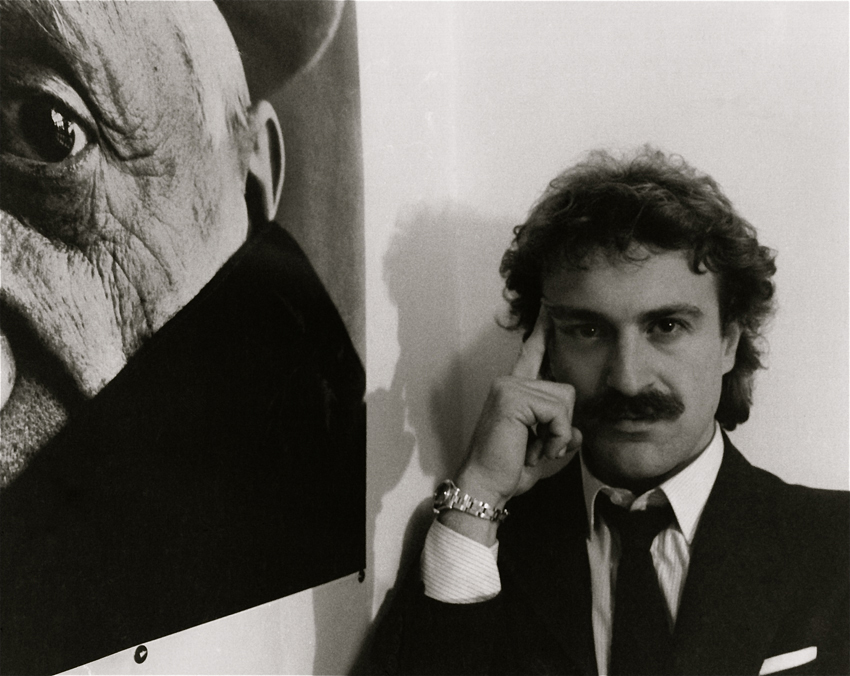
Porträt Augusto De Lucas (1986; Ausstellung Irving Penn)

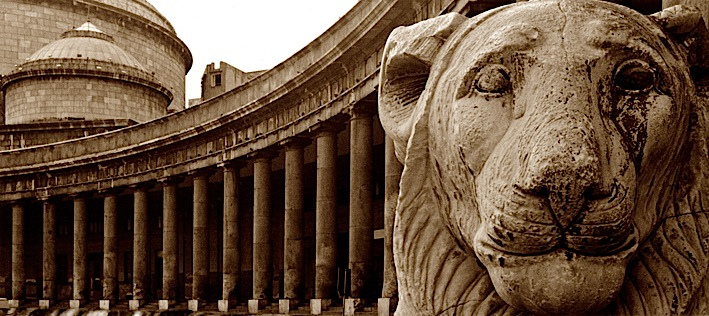
Augusto De Luca: Neapel

Augusto De Luca (* 1. Juli 1955 in Neapel) ist ein italienischer Künstler und Fotograf.

## Leben und Wirken
Nach dem Abitur schloss Augusto De Luca sein Studium in Rechtswissenschaft ab. In den 1970er Jahren wurde er professioneller Fotograf und widmete sich der Forschungs- und traditionellen Fotografie. Einige Kunstkritiker sind der Ansicht, dass sein Stil besonders die wesentlichen Teile der Fotografie betone.
Neben seinen realistischen Fotografien finden sich auch einige, die an die metaphysische Kunst erinnern.
De Luca ist als nationaler und internationaler Künstler bekannt und hat seine Werke in Italien und im Ausland ausgestellt. Er ist Autor einiger Plattencover, Werbefotos und fotografischer Bücher. Seine Arbeiten finden sich in privaten und öffentlichen Sammlungen, z. B. in der nationalen Bibliothek von Paris, Rom Municipal Photographic Archives, International Polaroid Collection (USA) und im Musée de la Photographie de la Communauté française à Charleroi.
Er hat auch Fotografie im „Montecitorio Club“ im italienischen Parlament gelehrt. Seine Arbeiten wurden 1995 in der Camera dei deputati ausgestellt. U. a. besuchten Carlo Azeglio Ciampi, Nilde Iotti (Präsident Camera dei deputati) und Giorgio Napolitano seine Ausstellungen.  De Luca realisierte für Telecom Italia sieben verschiedene Fotografien für Telefonkarten von Neapel, Paris, Dublin, Berlin und Brüssel in einer Gesamtauflage von 19 Millionen Kopien.
Im Jahre 1996 erhielt De Luca zusammen mit Ennio Morricone die Auszeichnung „Città di Roma“ für das Buch Roma Nostra.

## Bücher

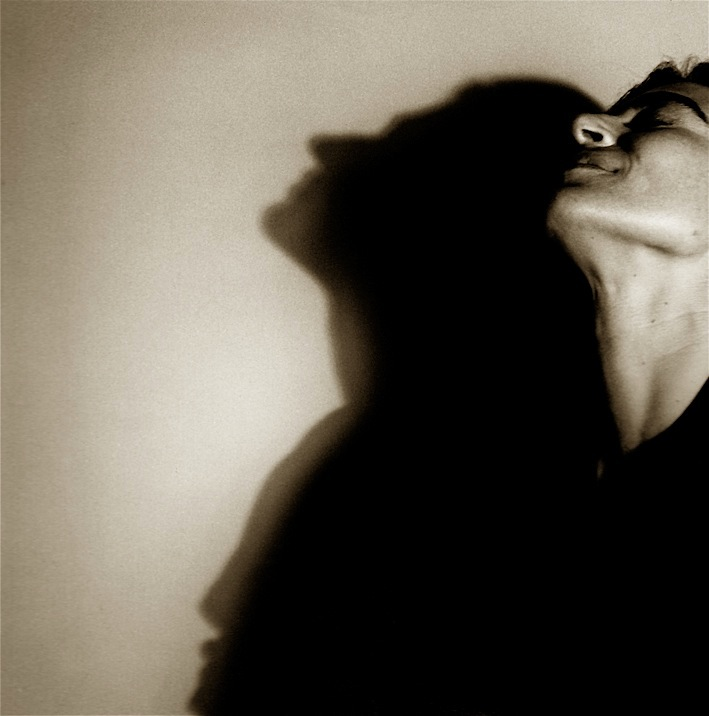
Augusto De Luca: Porträt von Lina Sastri (Schauspielerin)

- Napoli Mia. Centro Il Diaframma / Canon Edizioni Editphoto, 1986.
- Napoli Donna. Centro Il Diaframma / Canon Edizioni Editphoto, 1987.
- Trentuno napoletani di fine secolo. Electa, Neapel 1995, ISBN 88-435-5206-6.
- Roma Nostra. Gangemi Editore, Rom 1996, ISBN 978-88-7448-705-9.
- Napoli grande signora. Gangemi Editore, Rom 1997, ISBN 978-88-7448-775-2.
- Il Palazzo di giustizia di Roma. Gangemi Editore, Rom 1998, ISBN 978-88-492-0231-1.
- Firenze frammenti d’anima. Gangemi Editore, Rom 1998, ISBN 978-88-7448-842-1.
- Bologna in particolare. Gangemi Editore, Rom 1999, ISBN 978-88-7448-980-0.
- Milano senza tempo. Gangemi Editore, Rom 2000, ISBN 978-88-492-0093-5.
- Torino in controluce. Gangemi Editore, Rom 2001, ISBN 978-88-492-0211-3.
- Tra Milano e Bologna appunti di viaggio. Gangemi Editore, Rom 2002, ISBN 978-88-7448-980-0.
- Swatch Collectors Book 1. Editore M. Item, 1992, ISBN 88-86079-01-X.
- Swatch Collectors Book 2. Editore M. Item, 1992, ISBN 88-86079-00-1.

## Ausstellungen
Museo di villa Pignatelli (Neapel) – Palazzo Taverna (Rom) – Galleria Ken Damy (Brescia) – Camera dei deputati (Rom) – Studio Trisorio (Neapel) – Galleria Civica (Modena) – Galleria Lotti (Bologna) – Galleria San Fedele (Mailand) – Archiginnasio (Bologna) – Palazzo Dugnani (Mailand) – Villa Strozzi (Florenz) – Palazzo Braschi, Museo di Roma (Rom) – Galleria Nuova Fotografia (Treviso) – Istituto Italiano di Cultura (Lille) – Palazzo Lanfranchi (Pisa) – Expo Arte 1985 (Bari) – Palazzo Sforzesco (Mailand) – Galleria Dry Photo (Prato) – Italian Culture Institute (New York) – China National Gallery of Aesthetic Arts (Peking) – Museo Italo Americano di San Francisco (USA) - Galleria Diaframma (Mailand) – Galleria Hasselblad (Göteborg) – ANFA (Barcelona) – Galleria Fotografia Oltre (Chiasso) – FNAC (Lyon) – Galleria Vrais Reves (Lyon) – Italian Cultural Society (Sacramento) – Galleria Camara Oscura (Logroño) – Forum Exposition (Bonlieu Annecy, Frankreich) – Museo Ancien (Grignan) – Ecole des Beaux Arts (Tourcoing) – ARTEDER 1982 (Bilbao) – Journees Internacionales de la Photographie (Montpellier) – Galerie Divergence (Ayeneux Soumagne, Frankreich) – Rencontres Internationales de la Photographie 1984 (Arles) - Dept.of Art of the University of Tennessee (Chattanooga) – Maison des Arts (Laon) – Biennale Internazionale di Fotografia 1985 (Belgrad) – Festival d’Animation Audiovisuelle 1986 (Saint Marcellin, Isere, Frankreich) – Musee d’Art Modern (Lüttich)